# 人語錄
《人語錄》（英語：The People Speak）是一部2009年美國紀錄片，講述了那些堅持平等和正義、為美國歷史上的社會變革發聲的人，也說明了這與當今社會的關聯；紀錄片透過日常美國人的信件、日記和演講的戲劇性和音樂表演來呈現。
紀錄片由霍華德·津恩、克里斯·摩爾和安東尼·阿諾夫（Anthony Arnove）聯合創作，改編自津恩的著作《美國人民的歷史》，以及他和阿諾夫合作的《美國人民歷史之聲》。

## 發行
影片片段分別於2008年8月的民主黨全國代表大會和2008年9月的多倫多國際影展上放映。紀錄片登上於2009年 2月在紐約開幕的MoMA紀錄片雙週，2009年4月16日在亞特蘭大影展上放映。2009年11月，首映禮舉行於林肯中心爵士樂。
《人語錄》於美國東部時間2009年12月13日星期日在歷史頻道首播。

## 外部連結
- The New York Times （页面存档备份，存于）
- The People Speak at The History Channel （页面存档备份，存于）
- 互联网电影数据库（IMDb）上《人語錄》的资料（英文）